# Adolph Pitthan
Johann Adolph Friedrich Pitthan (auch Adolf) (* 10. Juni 1847 in Wöllstein; † 12. August 1922 ebenda) war ein hessischer Gutsbesitzer und Politiker (NLP) und Abgeordneter der 2. Kammer der Landstände des Großherzogtums Hessen.
Adolf Pitthan war der Sohn des Kaufmanns Johann Friedrich Pitthan und dessen Ehefrau Christina, geborene Hofmann. Pitthan, der evangelischen Glaubens war, war Gutsbesitzer und Kaufmann in Wöllstein und heiratete am 25. Oktober 1870 in Wöllstein Margaretha geborene Diehl.
Von 1889 bis 1910 gehörte er der Zweiten Kammer der Landstände an. Er wurde für den Wahlbezirk Rheinhessen 3/Wöllstein gewählt. Er war Beigeordneter in Wöllstein.